# Подин
Подин (укр. Подин) — село в Менском районе Черниговской области Украины. Население 34 человека. Занимает площадь 0,26 км².
Код КОАТУУ: 7423086706. Почтовый индекс: 15663. Телефонный код: +380 4644.

## Власть
Орган местного самоуправления — Николаевский сельский совет. Почтовый адрес: 15663, Черниговская обл., Менский р-н, с. Николаевка, ул. Кирова, 9.